# Tazzelenghe
Tazzelenghe (auch Tacelenghe) ist eine sehr alte Rotweinsorte die in der italienischen Region Friaul-Julisch Venetien angebaut wird, besonders in den DOC Weinen der Region Colli Orientali del Friuli. Tazzelenghe bedeutet im friulanischen Dialekt „Zungenschneider“.
Siehe auch den Artikel Weinbau in Italien sowie die Liste von Rebsorten.

## Ampelographische Sortenmerkmale
In der Ampelographie wird der Habitus folgendermaßen beschrieben:
- Die Triebspitze ist offen und wolligstark behaart. Die Jungblätter sind mittelstark behaart und mit bronzefarbenem Anflug versehen.
- Die Blätter sind fünflappig und stark gebuchtet. Die Stielbucht ist U-förmig offen. Das Blatt ist gesägt. Die Zähne sind im Vergleich der Rebsorten mittelgroß.
- Die walzenförmige Traube ist klein und mittel lockerbeerig. Die rundlichen Beeren sind mittelgroß.

Tazzelenghe reift ca. 40 Tage nach dem Gutedel und gilt somit als sehr spät reifend. Sie ist eine Varietät der Edlen Weinrebe (Vitis vinifera).

## Synonyme
Die Rebsorte Tazzelenghe ist ebenfalls unter den Namen Refosco Boton, Refosco del Botton, Tace Lenghe, Tacelenge, Tacelenghe, Tassalinghe, Taze Lenghe, Taze Lunghe, Tazzalenghe, Tazzalenghe Nera, Tazzalenghe Nera Friulana, Tazzalinghe, Tazzalingua und Tazzelanghe Nera Friulana bekannt.